# 2-4 Family
2-4 Family sono stati un gruppo musicale di genere rap/hip hop.
Il gruppo si formò in Germania nel 1996, la formazione iniziale comprendeva: Jay Dog, Essence Woods, Joseph Jazz e Jo O'Meara
Il gruppo debuttò il 27 luglio 1998 con il singolo Stay, che ottenne un ottimo successo piazzandosi alla posizione numero 8 nella classifica tedesca, alla posizione numero 11 in quella svizzera e riuscendo ad entrare nella top 100 anche in Austria, Paesi Bassi e Francia. Il 30 novembre dello stesso anno ne fu pubblicata anche una versione natalizia.
In seguito al primo singolo, Jo O'Meara abbandonò il gruppo, per poi unirsi in seguito agli S Club 7. Jo O'Meara fu prontamente sostituita da Joanna Biscardine.
Il 16 marzo 1999 fu pubblicato un nuovo singolo con la nuova formazione, Lean on Me, anche questo di successo, che si piazzò alla nona posizione della classifica tedesca, alla sesta in Austria, alla settima in Svizzera e alla sessantanovesima nel Regno Unito.
A questo singolo seguì l'album di debutto della band, intitolato Family Business, che però non si rivelò un successo eclatante.
L'8 giugno 1999 fu pubblicato l'ultimo singolo estratto dall'album, ovvero Take Me Home , che fu un totale flop riuscendo a raggiungere solamente la posizione numero settantanove nella classifica tedesca.
A seguito del mancato successo dell'album e dell'ultimo singolo, il gruppo decise di sciogliersi. Lo scioglimento ufficiale del gruppo avvenne nei primi mesi del 2000.
Nel 2006 fu creato un altro gruppo con lo stesso nome, ma con nessuno dei componenti originali. Questa versione del gruppo pubblicò il singolo Stand Up, senza però ottenere successo.

## Discografia

### Album
- 1999 - Family Business

### Singoli
- 1998 - Stay
- 1999 - Lean On Me (With the Family)
- 1999 - Take Me Home

### 2-4 Family (2006)
- 2006 - Stand Up